# What Have You Done
«What Have You Done» — первый сингл симфоник-метал-группы Within Temptation с их четвёртого студийного альбома The Heart of Everything 2007 года. Композиция исполнена в дуэте с вокалистом группы Life of Agony Кейтом Капуто. What Have You Done стал первым синглом Within Temptation, вошедшим в чарты Канады и США.

## Видео
Существуют две версии видео «What Have You Done». В первой версии Шарон ден Адель играет роль шпиона, Кейт Капуто — агента ФБР, который должен её схватить. Прежде между ними были любовные отношения, которые распались. Капуто ищет ден Адель по всему миру, пока не находит её на сцене одного из клубов Таиланда. Капуто не удается схватить её в клубе, в следующей сцене Шарон пробирается сквозь джунгли, а Капуто преследует её. Шарон добирается до обрыва, и дальше бежать некуда. Когда Капуто добирается до неё, она прыгает с обрыва. Агент убеждён, что она погибла, тем не менее, в конце видео Шарон лежит на камнях, улыбаясь.
В альтернативной версии Шарон ден Адель играет женщину, страдающую от домашнего насилия, пытающуюся разорвать отношения со своим агрессивным партнёром. Когда она уходит, мужчина начинает крушить всё в доме, бить вазы и зеркала. Кейт Капуто показан на сцене, но другие музыканты Within Temptation не присутствуют там. Это видео намного мрачнее первой версии, но музыканты считают его более удачным. Группа посчитала, что сцены в джунглях смотрятся неубедительно. В США и Канаде, а также на DVD-версии выпущена только вторая версия видеоклипа.

## Концертное исполнение
Живое исполнение «What Have You Done» также вошло в концертный альбом Black Symphony. Кейт Капуто участвовал только в двух концертах, где была исполнена эта песня. В альбом вошло выступление в Роттердаме 2008 года. В других концертах Within Temptation используется экранная запись Кейта Капуто, и группа просит зрителей спеть его партию. На акустических концертах Шарон ден Адель исполняет обе вокальные партии.

## Список композиций
- CD Сингл (Европа)

1. «What Have You Done» (Single Version)
2. «What Have You Done» (Rock Mix)

- CD сингл (Канада/Европа)

1. «What Have You Done» (Single Version)
2. «What Have You Done» (Album Version)

- CD Макси сингл Европа

1. «What Have You Done» (Single Version)
2. «What Have You Done» (Album Version)
3. «Blue Eyes» (Non Album Track)
4. «Aquarius» (Live at Java Island, Амстердам)
5. «Caged» (Live at Java Island, Амстердам)

- Промосингл (США)

1. «What Have You Done» (U.S edit)

- Промосингл (США) #2

1. «What Have You Done» (U.S Pop Mix)

- США iTunes EP

1. «What Have You Done» (U.S edit)
2. «What Have You Done» (Album Version)
3. «What Have You Done» (Acoustic Live)
4. «What Have You Done» (Видео)

## Чарты
| Чарт (2007)            | #  |
| ---------------------- | -- |
| Albania Singles Chart  | 14 |
| Austrian Singles Chart | 41 |
| Dutch Singles Chart    | 7  |
| Finnish Singles Chart  | 3  |
| German Singles Chart   | 31 |
| Greek Singles Chart    | 19 |
| Polish Singles Chart   | 30 |
| Swiss Singles Chart    | 36 |
| Canadian Singles Chart | 49 |
| U.S. Mainstream Rock   | 33 |